# 800 meter för herrar i friidrott vid olympiska sommarspelen 1980
800 meter herrar vid olympiska sommarspelen 1980 i Moskva avgjordes 26 juli. 

## Medaljörer
| Gren      | Guld                         | Guld    | Silver                         | Silver  | Brons                         | Brons   |
| 800 meter | Steve Ovett · Storbritannien | 1.45,40 | Sebastian Coe · Storbritannien | 1.45,85 | Nikolaj Kirov · Sovjetunionen | 1.45,94 |

## Resultat
- Q innebär avancemang utifrån placering i heatet.
- q innebär avancemang utifrån total placering.
- DNS innebär att personen inte startade.
- DNF innebär att personen inte fullföljde.
- DQ innebär diskvalificering.
- NR innebär nationellt rekord.
- OR innebär olympiskt rekord.
- WR innebär världsrekord.
- WJR innebär världsrekord för juniorer
- AR innebär världsdelsrekord (area record)
- PB innebär personligt rekord.
- SB innebär säsongsbästa.

### Final
| Placering | Final                    | Tid    |
| --------- | ------------------------ | ------ |
|           | Steve Ovett (GBR)        | 1.45,4 |
|           | Sebastian Coe (GBR)      | 1.45,9 |
|           | Nikolay Kirov (URS)      | 1.46,0 |
| 4.        | Agberto Guimarães (BRA)  | 1.46,2 |
| 5.        | Andreas Busse (GDR)      | 1.46,9 |
| 6.        | Detlef Wagenknecht (GDR) | 1.47,0 |
| 7.        | José Marajo (FRA)        | 1.47,3 |
| 8.        | Dave Warren (GBR)        | 1.49,3 |

### Semifinaler
- Hölls fredag 1980-07-25

| Placering | Heat 1                  | Tid    |
| --------- | ----------------------- | ------ |
| 1.        | Steve Ovett (GBR)       | 1.46,6 |
| 2.        | Andreas Busse (GDR)     | 1.46,9 |
| 3.        | Agberto Guimarães (BRA) | 1.46,9 |
| 4.        | Owen Hamilton (JAM)     | 1:47.6 |
| 5.        | Milovan Savić (YUG)     | 1:47.6 |
| 6.        | Roger Milhau (FRA)      | 1:48.1 |
| 7.        | Colomán Trabado (ESP)   | 1:48.1 |
| 8.        | Mehdi Aidet (ALG)       | 1:48.2 |

| Placering | Heat 2                    | Tid    |
| --------- | ------------------------- | ------ |
| 1.        | Sebastian Coe (GBR)       | 1.46,7 |
| 2.        | Detlef Wagenknecht (GDR)  | 1.46,7 |
| 3.        | Binko Kolev (BUL)         | 1.47,3 |
| 4.        | William Wuycke (VEN)      | 1:47.4 |
| 5.        | Anatolij Resjetnjak (URS) | 1:48.2 |
| 6.        | Philippe Dupont (FRA)     | 1:49.7 |
| 7.        | Musa Luliga (TAN)         | 1:51.5 |
| 8.        | Derradji Harrek (ALG)     | 1:51.9 |

| Placering | Heat 3                | Tid    |
| --------- | --------------------- | ------ |
| 1.        | Nikolaj Kirov (URS)   | 1.46,6 |
| 2.        | David Warren (GBR)    | 1.47,2 |
| 3.        | José Marajo (FRA)     | 1.47,3 |
| 4.        | Olaf Beyer (GDR)      | 1:47.6 |
| 5.        | Antonio Páez (ESP)    | 1:47.8 |
| 6.        | Carlo Grippo (ITA)    | 1:48.7 |
| 7.        | András Paróczai (HUN) | 1:48.8 |
| 8.        | Sriram Singh (IND)    | 1:49.0 |

### Kvalheat
- Hölls torsdag 1980-07-24

| Placering | Heat 1                | Tid    |
| --------- | --------------------- | ------ |
| 1.        | Steve Ovett (GBR)     | 1.49,4 |
| 2.        | Antonio Páez (ESP)    | 1.49,5 |
| 3.        | Philippe Dupont (FRA) | 1.49,6 |
| 4.        | Sri Ram Singh (IND)   | 1:49.8 |
| 5.        | Abebe Zerihun (ETH)   | 1:50.3 |
| 6.        | Langa Mudongo (BOT)   | 1:52.5 |
| 7.        | Kenneth Hlasa (LES)   | 1:56.1 |

| Placering | Heat 2                   | Tid    |
| --------- | ------------------------ | ------ |
| 1.        | Detlef Wagenknecht (GDR) | 1.47,5 |
| 2.        | Nikolaj Kirov (URS)      | 1.47,5 |
| 3.        | András Paróczai (HUN)    | 1.47,5 |
| 4.        | Colomán Trabado (ESP)    | 1:47.9 |
| 5.        | Musa Luliga (TAN)        | 1:49.6 |
| 6.        | Jón Didriksson (ISL)     | 1:51.1 |
| 7.        | George Branche (SLE)     | 1:54.6 |

| Placering | Heat 3                       | Tid    |
| --------- | ---------------------------- | ------ |
| 1.        | Andreas Busse (GDR)          | 1.47,4 |
| 2.        | Anatolij Resjetnjak (URS)    | 1.47,9 |
| 3.        | Agberto Guimarães (BRA)      | 1.48,2 |
| 4.        | William Wuycke (VEN)         | 1:48.5 |
| 5.        | Derradji Harek (ALG)         | 1:49.9 |
| 6.        | Tisbite Rakotoarisoa (MAD)   | 1:50.5 |
| 7.        | Khaled Hussain Mahmoud (KUW) | 1:54.6 |

| Placering | Heat 4                 | Tid    |
| --------- | ---------------------- | ------ |
| 1.        | Sebastian Coe (GBR)    | 1.48,5 |
| 2.        | Roger Milhau (FRA)     | 1.48,5 |
| 3.        | Binko Kolev (BUL)      | 1.48,7 |
| 4.        | Carlo Grippo (ITA)     | 1:48.9 |
| 5.        | Archfell Musango (ZAM) | 1:51.6 |
| 6.        | Mohamed Makhlouf (SYR) | 1:52.3 |
| 7.        | Jimmy Massallay (SLE)  | 2:04.4 |

| Placering | Heat 5                 | Tid    |
| --------- | ---------------------- | ------ |
| 1.        | Olaf Beyer (GDR)       | 1.48,9 |
| 2.        | Milovan Savić (YUG)    | 1.49,2 |
| 3.        | Owen Hamilton (JAM)    | 1.49,3 |
| 4.        | Salem El-Margini (LBA) | 1:50.0 |
| 5.        | Atre Bezabeh (ETH)     | 1:52.7 |
| 6.        | Adam Assimi (BEN)      | 1:59.9 |

| Placering | Heat 6                       | Tid    |
| --------- | ---------------------------- | ------ |
| 1.        | José Marajo (FRA)            | 1.49,6 |
| 2.        | David Warren (GBR)           | 1.49,9 |
| 3.        | Mehdi Aidet (ALG)            | 1.50,4 |
| 4.        | Nigusse Bekele (ETH)         | 1:51.1 |
| 5.        | Sekou Camara (GUI)           | 1:58.9 |
| 6.        | Vongdeuane Phongsavanh (LAO) | 2:05.5 |
| 7.        | Sahr Kendor (SLE)            | 2:06.5 |